# نورم نيكسون
نورم نيكسون (بالإنجليزية: Norm Nixon)‏ مواليد 11 أكتوبر 1955 في ماكون، هو لاعب كرة سلة محترف أمريكي سابق بدأ مسيرته الاحترافية في سنة 1977 حيث تم اختياره من قبل فريق لوس أنجلوس ليكرز خلال الدرافت. يبلغ طوله 6 قدم 2 بوصة (1.9 م). اعتزل اللعب في 1989.

## فرق لعب لها
- لوس أنجلوس ليكرز
- لوس أنجلوس كليبرز
- فيكتوريا يبرتاس بيزارو

## روابط خارجية
- نورم نيكسون على موقع IMDb (الإنجليزية)
- نورم نيكسون على موقع قاعدة بيانات الفيلم (الإنجليزية)
- نورم نيكسون على موقع كينوبويسك (الروسية)
- نورم نيكسون على موقع إن بي أي (الإنجليزية)
- نورم نيكسون على موقع سبورتس رفرنس (الإنجليزية)
- نورم نيكسون على موقع كلية كرة السلة في سبورتس رفرنس.كوم (الإنجليزية)
- نورم نيكسون على موقع ريلجم (الإنجليزية)
- نورم نيكسون على موقع بروبوليرز (الإنجليزية)
- نورم نيكسون على موقع قاعة جورجيا للمشاهير الرياضية (مؤرشف) (الإنجليزية)